# Myrsine wawraea
Myrsine wawraea är en viveväxtart som först beskrevs av Carl Christian Mez och som fick sitt nu gällande namn av Edward Yataro Hosaka.
Myrsine wawraea ingår i släktet Myrsine och familjen viveväxter. Inga underarter finns listade i Catalogue of Life.